# Бортники (Московская область)
Бортники — деревня в Волоколамском районе Московской области России. Входит в состав сельского поселения Кашинское. Население — 4 чел. (2010).

## География
Деревня Бортники расположена на северо-западе Московской области, в северной части Волоколамского района, рядом с автодорогой Р107 Клин — Лотошино, примерно в 10 км к северу от города Волоколамска, на правом берегу реки Чёрной (бассейн Иваньковского водохранилища). Ближайшие населённые пункты — деревни Ботово, Речки и Спасс.

## Население
| 1852 | 1859 | 1926 | 2002 | 2006 | 2010 |
| ---- | ---- | ---- | ---- | ---- | ---- |
| 121  | →121 | ↗207 | ↘7   | ↘6   | ↘4   |

## История
В «Списке населённых мест» 1862 года Бортники — владельческая деревня 2-го стана Волоколамского уезда Московской губернии по левую сторону Клинского тракта (из Волоколамска), в 12 верстах от уездного города, при колодце, с 13 дворами и 121 жителем (61 мужчина, 60 женщин).
По данным 1890 года входила в состав Буйгородской волости Волоколамского уезда, число душ мужского пола составляло 60 человек.
В 1913 году — 26 дворов.
В 1925 году деревня стала центром Бортниковского сельсовета Буйгородской волости.
По материалам Всесоюзной переписи 1926 года — центр Бортниковского сельсовета Буйгородской волости Волоколамского уезда, проживало 207 жителей (96 мужчин, 111 женщин), насчитывалось 34 крестьянских хозяйства.
1925—1929 гг. — центр Бортниковского сельсовета Буйгородской волости Волоколамского уезда.
С 1929 года — населённый пункт в составе Волоколамского района Московского округа Московской области. Постановлением ЦИК и СНК от 23 июля 1930 года округа как административно-территориальные единицы были ликвидированы.
1929—1939 гг. — центр Бортниковского сельсовета Волоколамского района.
1939—1959 гг. — деревня Речкинского сельсовета Волоколамского района.
1959—1963 гг. — деревня Кашинского сельсовета Волоколамского района.
1963—1965 гг. — деревня Кашинского сельсовета Волоколамского укрупнённого сельского района.
1965—1994 гг. — деревня Кашинского сельсовета Волоколамского района.
В 1994 году Московской областной думой было утверждено положение о местном самоуправлении в Московской области, сельские советы как административно-территориальные единицы были преобразованы в сельские округа.
1994—2006 гг. — деревня Кашинского сельского округа Волоколамского района.
С 2006 года — деревня сельского поселения Кашинское Волоколамского муниципального района Московской области.